# Josef Rasselnberg
Josef „Jupp” Rasselnberg (ur. 18 grudnia 1912 w Düsseldorfie, zm. 9 lutego 2005) – niemiecki piłkarz występujący na pozycji napastnika, reprezentant Niemiec w latach 1933–1935, trener piłkarski.

## Kariera klubowa
W swojej karierze Rasselnberg występował w zespołach VfL Benrath oraz Eintracht Bad Kreuznach.

## Kariera reprezentacyjna
W reprezentacji Niemiec Rasselnberg zadebiutował 22 października 1933 w wygranym 8:1 towarzyskim meczu z Belgią, w którym strzelił też gola. W latach 1933–1935 w drużynie narodowej rozegrał 9 spotkań i zdobył 8 bramek.